# Aïn Sidi Chérif
Ain Sidi Cherif là một đô thị thuộc tỉnh Mostaganem, Algérie. Dân số thời điểm năm 2002 là 7.819 người.